# HD 68423
HD 68423，又名CP-63 896，SAO 250127、HR 3217，是一颗恒星，视星等为6.28，位于銀經277.2，銀緯-16.24，其B1900.0坐标为赤經8h 7m 6.4s，赤緯-63° -16.24′ 23″。